# Christian Johnsen
Johan Christian Johnsen, född 23 juli 1815 i Kristiansand, död 2 februari 1898 i Kristiania, var en norsk journalist. Han var farbror till Peter Rosenkrantz Johnsen.
Johnsen var först köpman i Stavanger, som han representerade i stortingen 1848, 1851 och 1854. Vald till statsrevisor, bosatte han sig i Kristiania, och ekonomiskt tryggad genom denna befattning, vartill han återvaldes ända till 1877, kunde han nu ägna sig åt journalistik och litterärt upplysningsarbete.
Johnsens mest betydande tidningsföretag var "Almuevennen" (1848–93), som 1893 fick sin fortsättning i "Landsbladet". Han utgav även det för sin tid förträffliga Norsk Haandlexikon for almennyttige Kundskaber (tre band, 1879–88), där han själv skrev det mesta, men de olika artiklarna genomsågs av yngre vetenskapsmän.